# Doug Anderson (zanger)
Doug Anderson (Anderson, 31 augustus 1975) is een Amerikaanse
gospelzanger.
Anderson bezocht met een beurs voor basketbal de Purdue-universiteit. Hij sloot zich als bariton aan bij het southern gospelkwartet Lighthouse, waarmee hij zes jaren zong. Tijdens een gezamenlijk optreden van Lighthouse en het Cathedral Quartet leerde hij Ernie Haase kennen. Toen Haase in 2002 Signature Sound oprichtte, vroeg hij Anderson om mee te doen. Met deze groep won hij een aantal Dove Awards, in 2011 werd Anderson zelf genomineerd als 'zanger van het jaar'. In 2011 kwam Andersons eerste soloalbum uit.

## Discografie (solo)
- Dreamin' wide awake (2011)
- Feeling At Home: Back Porch Sessions (2013)
- Drive (2015)